# Ma liberté de chanter - Live acoustic
Albums de Florent Pagny
Tout et son contraire
(2010) Baryton. Gracias a la vida
(2012)

Ma liberté de chanter - Live acoustic est le quatrième album en public de Florent Pagny, enregistré le 30 novembre 2011 au palais Nikaïa, à Nice, et paru le 9 avril 2012. Il existe en double CD et en édition comprenant le double CD et le DVD du spectacle. Le DVD est réalisé par Corentin Son.
Il fait suite à la tournée acoustique du chanteur à l'occasion de ses 50 ans. Lors de ces concerts, il reprend des classiques de la chanson française, ainsi que ses grands succès ou des chansons de son dernier album, accompagné d'un piano, d'une contrebasse et d'une batterie jazz (absente lors de ses concerts au théâtre Marigny).

## Titres[2],[3]

### CD 1
| No  | Titre                                     | Paroles                               | Musique            | Durée |
| --- | ----------------------------------------- | ------------------------------------- | ------------------ | ----- |
| 1.  | Si tu n'aimes pas Florent Pagny           | Vincent Baguian                       | Calogero           |       |
| 2.  | Florent intro                             |                                       |                    |       |
| 3.  | Je chante (de Charles Trenet)             | Paul Misraki                          | Charles Trenet     |       |
| 4.  | Et maintenant (de Gilbert Bécaud)         | Pierre Delanoë                        | Gilbert Bécaud     |       |
| 5.  | Et un jour une femme                      | Lionel Florence                       | Pascal Obispo      |       |
| 6.  | Tu te laisses aller (de Charles Aznavour) | Charles Aznavour                      | Charles Aznavour   |       |
| 7.  | Le Cul de Lucette (de Pierre Perret)      | Pierre Perret                         | Pierre Perret      |       |
| 8.  | D'un amour l'autre                        | Patrice Guirao                        | Michel Armengot    |       |
| 9.  | La Javanaise (de Serge Gainsbourg)        | Serge Gainsbourg                      | Serge Gainsbourg   |       |
| 10. | Jolie Môme (de Léo Ferré)                 | Léo Ferré                             | Léo Ferré          |       |
| 11. | À bicyclette (d'Yves Montand)             | René Alquier - Bourvil                | Étienne Lorin      |       |
| 12. | Le Jazz et la Java (de Claude Nougaro)    | Claude Nougaro                        | Jacques Datin      |       |
| 13. | Vesoul (de Jacques Brel)                  | Jacques Brel                          | Jacques Brel       |       |
| 14. | Tout et son contraire                     | Emmanuelle Cosso-Merad - Jérôme Attal | Jean-Jacques Daran |       |

### CD 2
| No  | Titre                                 | Paroles                          | Musique                          | Durée |
| --- | ------------------------------------- | -------------------------------- | -------------------------------- | ----- |
| 1.  | Savoir aimer                          | Lionel Florence                  | Pascal Obispo                    |       |
| 2.  | L'Hymne à l'amour (d'Édith Piaf)      | Édith Piaf                       | Marguerite Monnot                |       |
| 3.  | L'Aigle noir (de Barbara)             | Barbara                          | Barbara                          |       |
| 4.  | La donna è mobile (de Giuseppe Verdi) | Giuseppe Verdi                   | Giuseppe Verdi                   |       |
| 5.  | Guide Me Home (de Freddie Mercury)    | Mike Moran - Frederick Mercury   | Mike Moran - Frederick Mercury   |       |
| 6.  | Caruso (de Lucio Dalla)               | Lucio Dalla                      | Lucio Dalla                      |       |
| 7.  | Rester vrai                           | Florent Pagny                    | Florent Pagny                    |       |
| 8.  | C'est comme ça                        | Raul Paz Beades                  | Raul Paz Beades                  |       |
| 9.  | Le Blues                              | Florent Pagny                    | Florent Pagny                    |       |
| 10. | Ma liberté de penser                  | Lionel Florence                  | Pascal Obispo                    |       |
| 11. | Comme d'habitude (de Claude François) | Claude François - Lucien Thibaut | Claude François - Jacques Revaux |       |
| 12. | Te jeter des fleurs                   | Marc Lavoine                     | Fabrice Aboulker                 |       |

## Musiciens
- Batterie, percussions et glockenspiel : Loïc Pontieux
- Piano et glockenspiel : Vincent Bidal
- Contrebasse : Franck Bedez

## Classements
| Pays                   | Meilleure position |
| ---------------------- | ------------------ |
| France                 | 6                  |
| Belgique (Francophone) | 4                  |
| Suisse                 | 42                 |